# Rasmus Niclasen
Rasmus Niclasen (født 27. januar 1870 i Sørvágur, død 21. januar 1920) var en færøsk købmand og politiker (SF). Han var søn af Sigga Maria og Daniel Niclasen og bror til Niclas Niclasen. Rasmus Niclasen var kommunalbestyrelsesmedlem i Miðvágs kommuna fra 1915 til sin død, og var borgmester i samme tidsrum. Han repræsenterede Sjálvstýrisflokkurin i Lagtinget fra 1914 til sin død. Niclasen døde først på året i 1920, kort før han fyldte 50 år.